# مؤامرة تشلاماري
كانت مؤامرة تشلاماري سنة 1718م  ((بالفرنسية) Conspiration de Cellamare) مؤامرة ضد الوصي على عرش فرنسا حينذاك الأمير فيليب دي أورليون (1674–1723م)، وكانت خطة التي حِيكَت في إسبانيا، بتدبير من أنتونيو ديل جوديشي، أمير تشلاماري، سفير إسبانيا آنذاك لدى فرنسا.

## الخلفية والمخطط
عُيِّنَ أنتونيو ديل جوديشي أمير تشلاماري سفيرًا لإسبانيًّا لدى المملكة الفرنسية سنة 1715م في آخر عهد لويس الرابع عشر ملك فرنسا؛ ثم توفي لويس الرابع عشر في 1 سبتمبر من ذلك العام وكان خليفتُه ابن ابنِ ابنِه: لويس الخامس عشر في الخامسة من عمره، وقد هيّأ له جدُّه قبل وفاته مجلس وصاية جعله تحت رئاسة الأمير فيليب دوق أورليون الذي كان ابن أخِي لويس الرابع عشر وزوجَ ابنته غير الشرعية، وجاء أنتونيو ديل جوديشي إلى فرنسا بعد وفاة لويس الرابع عشر وابتداءِ عهد الوِصاية.

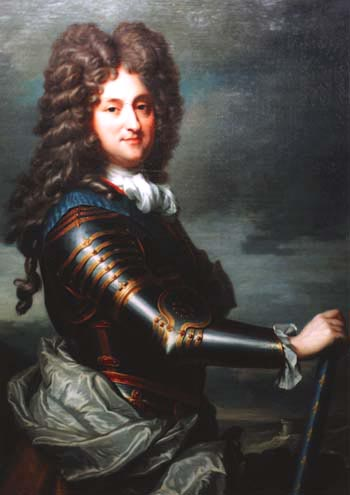
الأمير فيليب دوق أورليون، الذي وجهت ضده المؤامرة

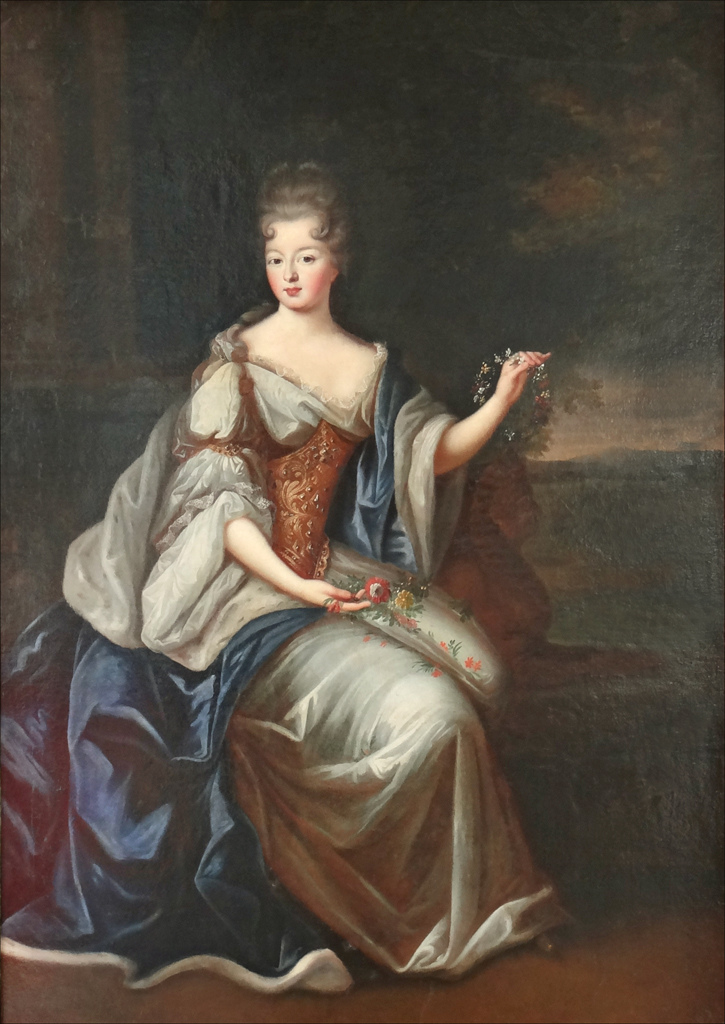
مدام دو مين التي كانت زعيمة المؤامرة

بتحريض من الكاردينال غيوم دي بوا، وزير الشؤون الخارجية الفرنسي، شكّلت فرنسا تحالفًا رباعيًا بين إنجلترا وهولندا والإمبراطورية الرومانية المقدسة خوفا من احتمال وقوع الاتحاد بين مملكة إسبانيا ومملكة فرنسا، إذ لو تُوُفِّيَ الملك الصبيّ لويس الخامس عشر ذو الخمسة أعوام؛ فإن أقرَب وارثٍ له هو عمه فيليب الخامس ملك إسبانيا، الذي أصبَح مَلِكًا لمملكة إسبانيا بعد وفاة كارلوس الثاني ملك إسبانيا سنة 1700م، ومع أن معاهدة أوترخت التي أبرمت في أبريل سنة 1713م وأنهَتْ حرب الخلافة الإسبانية كانَ أهمّ شروطها التأكيد على أنه لا يمكن للأمير فيليب دي بوربون ولا لأحدٍ من ذريته أن يرثَ أحدٌ منهم عرش فرنسا، خوفا من اجتماع المملكتين في مُلكِ رَجُلٍ واحد وهو ما سيُؤَدِّي -إذا وقعَ- إلى اختلال توازُن القوة في أوروبا، وقد وافق على هذا الشرط الملكُ لويس الرابع عشر ومرشّحُه للعرش الإسباني سِبْطُه: الأمير فيليب دي بوربون فانتهت الحربُ وأصبح بذلك أول ملك إسباني من آل بوربون باسم فيليب الخامس ملك إسبانيا.
وقد رغب أمير تشلاماري وسفارته في إسقاط فيليب دوق أورليون من منصبه وتعيين فيليب الخامس وصيًا على ابن أخيه. وتلقت هذه الخطة دعمًا كبيرًا من بعض من أعتى أعداء فيليب دوق أورليون، وخاصة دوق ودوقة مين ولويس أوغست، دوق بوربون وزوجته لويزا بندكت، دوقة بوربون، والتي دخلت في مراسلات مع رئيس الوزراء الإسباني جوليو ألبيروني - المفضل لدى ملكة إسبانيا إليزابيث من فارنيزي زوجة الملك فيليب الخامس.
وبدعم من السفير الإسباني، سرعان ما نسجت مؤامرة لتنفيذها في حاشية الدوقة. ووفقًا لمذكرات وصيفة الدوقة، فإن بارونة ستال وملكيور دو بولنياك ودوق ريشيليو وغيرهم كانوا جزءًا من المخطط.
وكان دوق ريشيليو في ذلك الوقت على علاقة غرامية مع واحدة من بنات فيليب دوق أورليون: شارلوت أغليه من أورليون. وقد ورد في مذكرات البارونة أن دوق ودوقة مين رغبا في عقد اجتماع مع فرنسا بخصوص الأمر.
ثم أوقفت الشرطة المراسلات بين دوقة مين وألبيروني وأُبلغ الوصي على العرش الذي تصرف سريعًا. ففي 9 ديسمبر، ألقي القبض على السفير الإسباني وأعيد إلى إسبانيا؛ كما ألقي القبض على ألبيروني في 5 ديسمبر 1718م في بواتييه؛ وتم نفي الدوقة إلى ديجون، بينما سجن زوجها في قلعة دولون في بيكاردي. كما سُجن دوق ريشيليو في سجن الباستيل، حيث زارته فيما بعد حبيبته شارلوت أغليه من أورليون متنكرة.
وعلى هذا فإن المذنبين المتآمرين قد مُنِحُوا عفوًا سنة 1720م وأُذِنَ لهم بالعودة إلى محالّ إقاماتهم.
في 9 يناير 1719م، أعلنت فرنسا الحرب على إسبانيا، لتحذو بذلك حذو إنجلترا التي بدأت الحرب قبل بضعة أسابيع، في 27 ديسمبر 1718م.
وبعد عامين، استعيدت أهداف مؤامرة تشلاماري في مؤامرة بونكالك، والتي أعدم فيها أربعة قادة.

## المصدر
- The current information was taken from the present Conspiration de Cellamare on French Wikipedia.